# Timonius esherianus
Timonius esherianus är en måreväxtart som beskrevs av William Wright Smith. Timonius esherianus ingår i släktet Timonius och familjen måreväxter. Inga underarter finns listade i Catalogue of Life.